# Engraulis anchoita
Az Engraulis anchoita a sugarasúszójú halak (Actinopterygii) osztályának heringalakúak (Clupeiformes) rendjébe, ezen belül a szardellafélék (Engraulidae) családjába tartozó faj.

## Előfordulása
Az Engraulis anchoita elterjedési területe az Atlanti-óceán délnyugati része; a brazíliai Rio de Janeirótól az argentínai San Jorge-öbölig.

## Megjelenése
Ez a halfaj legfeljebb 17 centiméteres lehet, testtömege elérheti a 25 grammot. 8-10,2 centiméteresen felnőttnek számít. Számos, apró foga van. Áttetsző úszói, hátán feketés-kékek, oldalain ezüstös-fehérek.

## Életmódja
Nyílt tengeri hal, amely körülbelül 800, vagy ennél is több kilométer távolságban tartózkodik a szárazföldtől; körülbelül 30-200 méteres mélységben. Nyáron 30-90 méteres mélységben, míg télen lemegy 100-200 méterig. A fiatalok állati planktonnal táplálkoznak, míg a felnőttek növényi planktont fogyasztanak.

## Szaporodása
Évente kétszer ívik. Először október - november között, később pedig május - június között

## Felhasználása
Az Engraulis anchoitanak, ipari mértékű halászata folyik. Az ember frissen vagy konzervként fogyassza.